# Blaine (Kentucky)
Blaine es una ciudad ubicada en el condado de Lawrence en el estado estadounidense de Kentucky. En el Censo de 2010 tenía una población de 47 habitantes y una densidad poblacional de 8,85 personas por km².

## Geografía
Blaine se encuentra ubicada en las coordenadas 38°1′33″N 82°51′19″O / 38.02583, -82.85528. Según la Oficina del Censo de los Estados Unidos, Blaine tiene una superficie total de 8.55 km², de la cual 8.55 km² corresponden a tierra firme y (0%) 0 km² es agua.

## Demografía
Según el censo de 2010, había 47 personas residiendo en Blaine. La densidad de población era de 8,85 hab./km². De los 47 habitantes, Blaine estaba compuesto por el 100% blancos, el 0% eran afroamericanos, el 0% eran amerindios, el 0% eran asiáticos, el 0% eran isleños del Pacífico, el 0% eran de otras razas y el 0% pertenecían a dos o más razas. Del total de la población el 0% eran hispanos o latinos de cualquier raza.